# Estrebay
Estrebay és un municipi francès situat al departament de les Ardenes i a la regió del Gran Est. L'any 2007 tenia 84 habitants.

## Demografia

### Població
El 2007 la població de fet d'Estrebay era de 84 persones. Hi havia 43 famílies de les quals 17 eren unipersonals (4 homes vivint sols i 13 dones vivint soles), 13 parelles sense fills i 13 parelles amb fills.
La població ha evolucionat segons el següent gràfic:
Habitants censats

### Habitatges
El 2007 hi havia 56 habitatges, 41 eren l'habitatge principal de la família, 10 eren segones residències i 5 estaven desocupats. 55 eren cases i 1 era un apartament. Dels 41 habitatges principals, 36 estaven ocupats pels seus propietaris, 3 estaven llogats i ocupats pels llogaters i 2 estaven cedits a títol gratuït; 2 tenien dues cambres, 2 en tenien tres, 10 en tenien quatre i 27 en tenien cinc o més. 34 habitatges disposaven pel capbaix d'una plaça de pàrquing. A 21 habitatges hi havia un automòbil i a 13 n'hi havia dos o més.

### Piràmide de població
La piràmide de població per edats i sexe el 2009 era:
| Homes | Edats   | Dones |
| ----- | ------- | ----- |
| 0     | 95 o +  | 0     |
| 0     | 90 a 94 | 0     |
| 0     | 85 a 89 | 0     |
| 0     | 80 a 84 | 0     |
| 12    | 75 a 79 | 8     |
| 0     | 70 a 74 | 4     |
| 0     | 65 a 69 | 0     |
| 4     | 60 a 64 | 4     |
| 0     | 55 a 59 | 0     |
| 0     | 50 a 54 | 4     |
| 4     | 45 a 49 | 0     |
| 0     | 40 a 44 | 0     |
| 4     | 35 a 39 | 4     |
| 4     | 30 a 34 | 0     |
| 0     | 25 a 29 | 0     |
| 0     | 20 a 24 | 8     |
| 0     | 15 a 19 | 4     |
| 0     | 10 a 14 | 0     |
| 0     | 5 a 9   | 0     |
| 4     | 0 a 4   | 0     |

## Economia
El 2007 la població en edat de treballar era de 41 persones, 32 eren actives i 9 eren inactives. De les 32 persones actives 30 estaven ocupades (15 homes i 15 dones) i 2 estaven aturades (1 home i 1 dona). De les 9 persones inactives 5 estaven jubilades, 2 estaven estudiant i 2 estaven classificades com a «altres inactius».
Activitats econòmiques
L'any 2000 a Estrebay hi havia 6 explotacions agrícoles que ocupaven un total de 1.068 hectàrees.

## Poblacions més properes
El següent diagrama mostra les poblacions més properes.